# تحریم آمریکا علیه کوبا
تحریم ایالات متحده آمریکا علیه کوبا (انگلیسی: United States embargo against Cuba)
(در کوبا به نام "el bloqueo", "ال بلوکهو"، "محاصره") یک تحریم تجاری، اقتصادی و مالی است که ایالات متحده آمریکا آن را به کوبا تحمیل کرده‌است. نخستین تحریم توسط ایالات متحده آمریکا در مورد فروش اسلحه به کوبا در تاریخ ۱۴ مارس ۱۹۵۸، در زمان رژیم باتیستا تحمیل شد. در ۱۹ اکتبر سال ۱۹۶۰ دوباره (تقریباً دو سال پس از سرنگونی رژیم باتیستا توسط انقلاب کوبا) ایالات متحده تحریم خود را علیه صادرات به کوبا اعمال کرد؛ به جز مواد غذایی و دارویی، پس از آن‌که کوبا، بدون پرداخت غرامت، پالایشگاه‌های نفتی کوبا را ملی کرد. در تاریخ ۷ فوریه ۱۹۶۲، این تحریم گسترش یافت تا تقریباً تمام واردات را شامل شود. در حال حاضر تحریم‌ها علیه کوبا عمدتاً بر پایهٔ شش قانون مبتنی است: «قانون دادوستد با دشمن ۱۹۱۷»، «قانون کمک‌های خارجی ۱۹۶۱»، «مقررات کنترل دارایی‌های کوبا ۱۹۶۳»، «قانون دموکراسی کوبا ۱۹۹۲»، «قانون هلمز-برتون ۱۹۹۶»، و «قانون اصلاح اصلاحات تجاری و صادرات سال ۲۰۰۰». هدف اعلام شده از قانون دموکراسی کوبا در ۱۹۹۲ حفظ تحریم‌ها علیه کوبااست؛ تا زمانی که دولت کوبا از حرکت به سوی «دموکراتیزه شدن و احترام بیشتر به حقوق بشر» خودداری می‌کند.